# Långsidberget
Långsidberget är ett naturreservat i Härjedalens kommun i Jämtlands län.
Området är naturskyddat sedan 2005 och är 300 hektar stort. Reservatet omfattar en ostnordostsluttning av Långsisberget som är bevuxen med gammal tallskog. 